# Centromyrmex gigas
Centromyrmex gigas är en myrart som beskrevs av Auguste-Henri Forel 1911. Centromyrmex gigas ingår i släktet Centromyrmex och familjen myror. Inga underarter finns listade.

## Bildgalleri

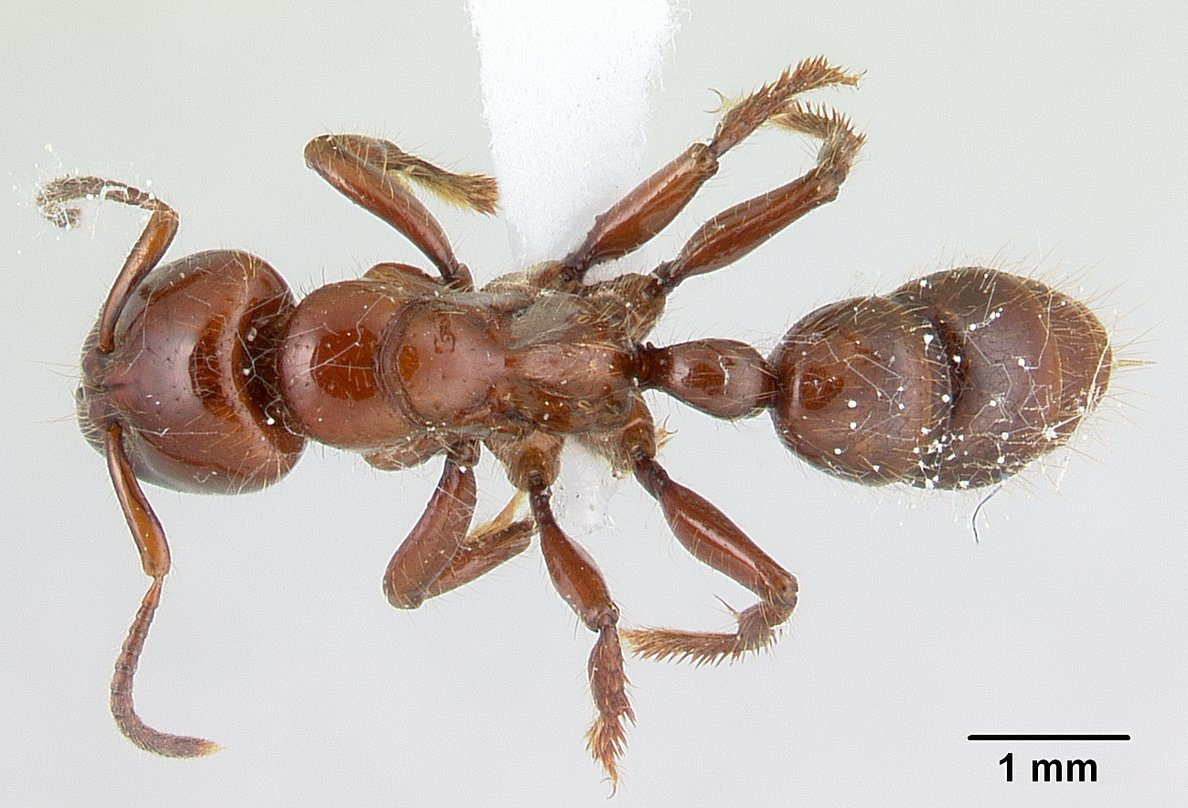
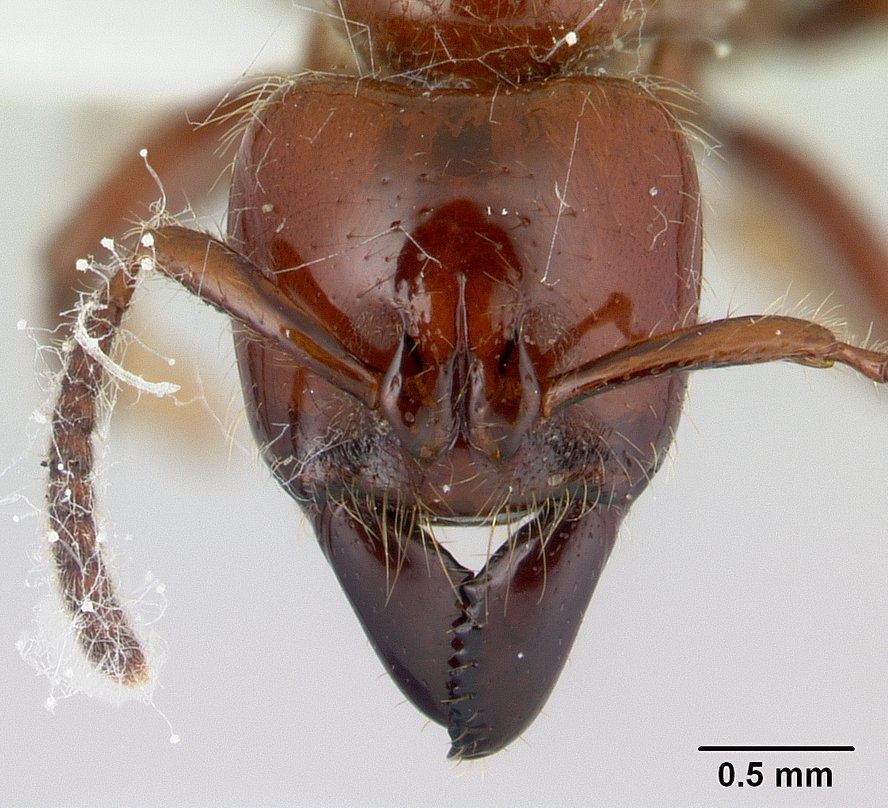
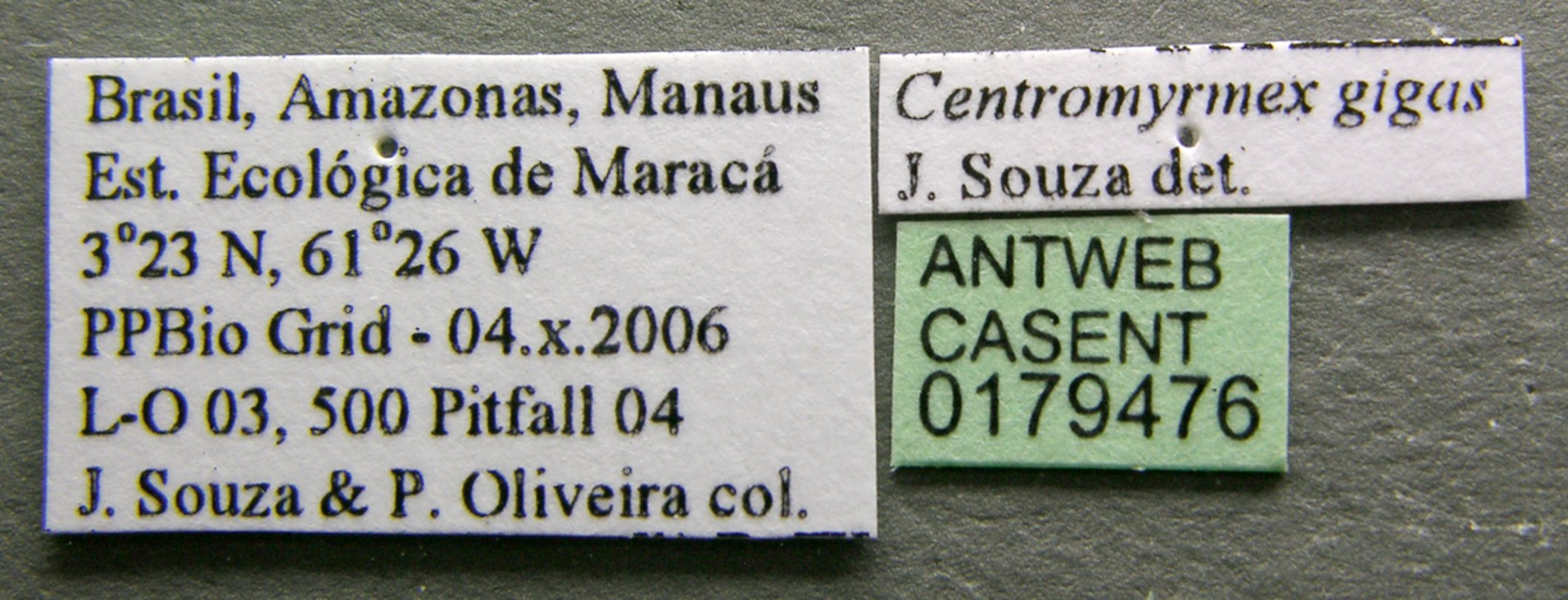
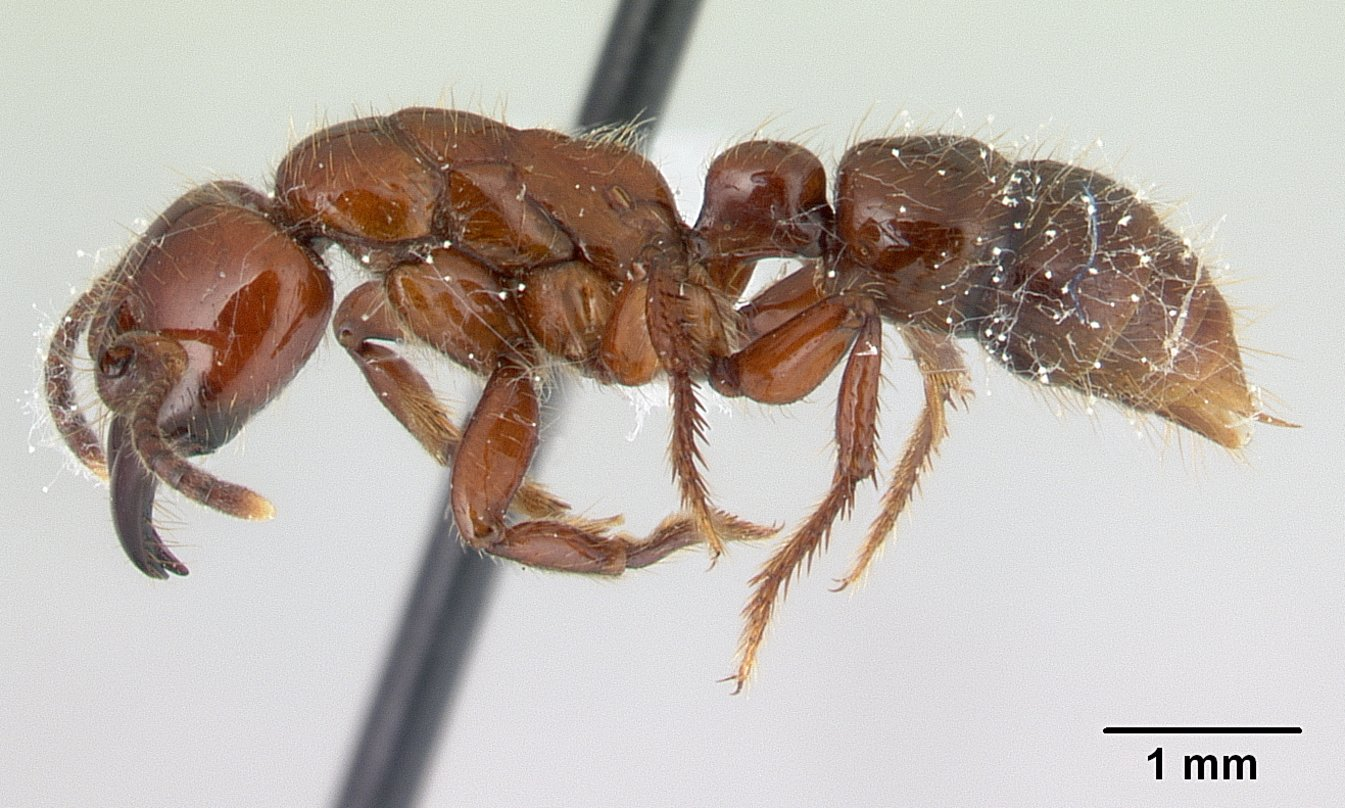